# Frederic I d'Arborea
Frederic I d'Arborea fou fill de Leonor d'Arborea i de Brancaleone Doria. Fou proclamat jutge d'Arborea pel Parlament el 1383 juntament amb son germà Marià V d'Arborea. Va governar sota regència de la seva mare.
Va acompanyar al seu pare Brancaleone en bona part de les revoltes sardes contra la Corona d'Aragó.
Va morir el 1388 i el va succeir el seu germà Marià V d'Arborea.

## Matrimoni i descendència
Federic I d'Arborea es casà amb Blanchina Guarco (filla del Dogo de Gènova, Nicolò Guarco). El matrimoni només tingué una filla, en Federic morirà amb ella, Benedetta d'Arborea.